# 미사
미사(라틴어: Missa)는 가톨릭에서 하느님을 찬양하는 대표적인 종교 의식이며, 특히 로마 가톨릭교회의 일곱 가지 성사 가운데 하나인 성체성사가 중심을 이루는 라틴 전례 양식이 일반적인 미사의 개념이다. 미사 전례의 집전은 로마 가톨릭교회에서 유효하게 서품받은 사제만이 가능하며 부제, 복사 등과 함께 평신도는 고유 직분 및 역할로서 이에 참여한다.
미사 전례는 시작 예식, 마침 예식과 함께 크게 성경 봉독과 강론을 통해 하느님의 말씀을 듣는 말씀 전례 부분과 예수 그리스도의 최후 만찬을 재현하고 성체와 성혈을 모시는 성찬 전례 부분으로 나뉜다. 그러나 이 둘은 서로 밀접히 결합하여 단 하나의 전례를 이루는 것으로 별개의 것으로 분리시키거나, 어느 하나를 종속적인 것으로 생각할 수는 없다.
미사(missa)는 ‘보내다’, ‘파견하다’는 뜻을 가진 라틴어 ‘missa’에서 유래하였다. 라틴 전례의 미사에서, 마침 예식의 맨 마지막에 이르면 사제 또는 부제가 “가십시오. 나는 그대를 보냅니다.(Ite, missa est)”라고 하는데, 여기에서 ‘missa’가 전례 자체를 일컫는 말로 변화하였다.

## 개요

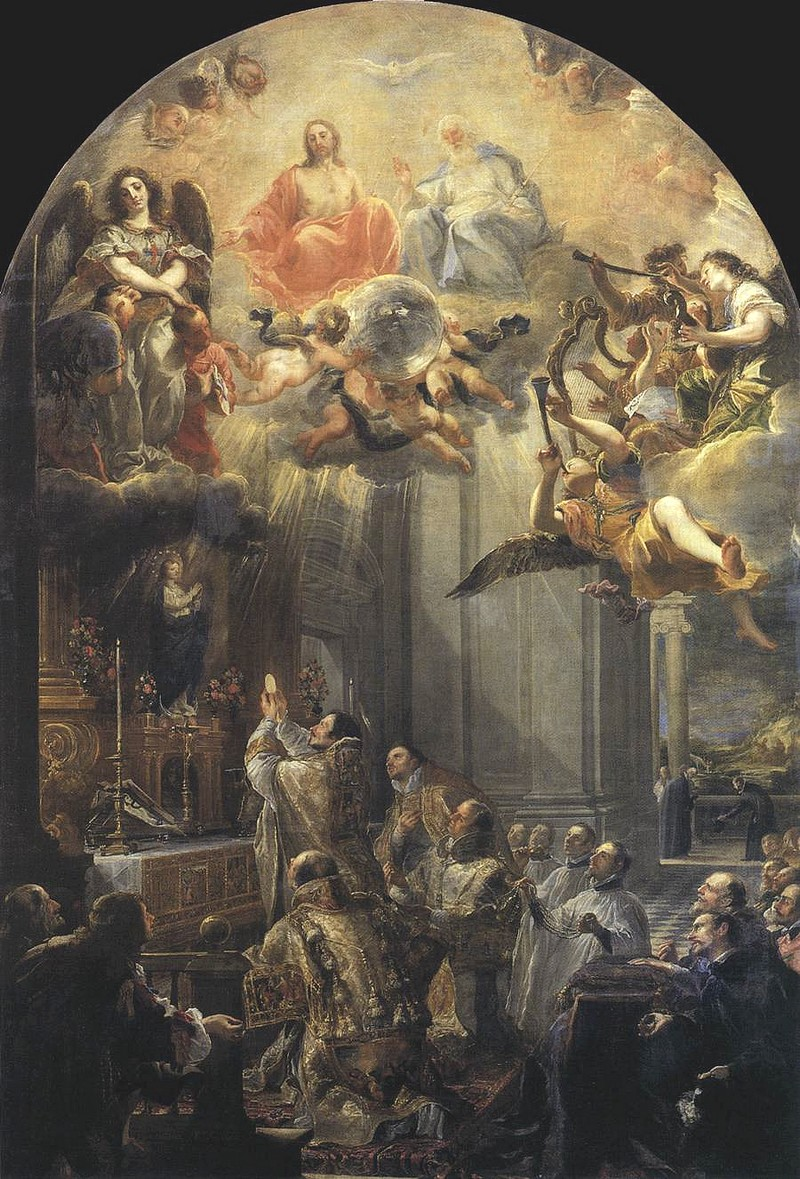
후안 카레뇨 데 미란다가 그린 ‘미사 성제.’

가톨릭교회는 예수 그리스도가 제자들과 나눈 최후의 만찬에서 미사를 제정했다고 가르치고 있다. “우리 구세주께서는 잡히시던 그 날 밤에 최후 만찬에서 당신 몸과 피의 성찬의 희생 제사를 제정하셨다. 이는 다시 오실 때까지 십자가의 희생 제사를 세세에 영속화하고, 또한 그때까지 사랑하는 신부인 교회에 당신 죽음과 부활의 기념제를 맡기시려는 것이었다. 이 제사는 자비의 성사이고 일치의 표징이고 사랑의 끈이며, 그 안에서 그리스도를 받아 모시어, 마음을 은총으로 가득 채우고 우리가 미래 영광의 보증을 받는 파스카 잔치이다.”
가톨릭교회는 또한 미사가 갈바리아 언덕에서 자신의 몸을 제물로 바친 예수의 희생 제사와 모든 점에서 똑같은 제사이고 똑같은 봉헌이라고 가르치고 있다. 다만 십자가 제사는 유혈제사고 미사 성제는 무혈제사이다. 즉 십자가 제사는 그리스도가 온 인류의 죄를 용서하기 위하여 단 한 번 자기 자신을 바친 봉헌 행위이며, 미사 성제는 그리스도의 말씀을 따라 빵과 포도주의 형상으로 그리스도의 몸과 피를 봉헌하는 피 흐름 없는 제사다. 십자가 제사와 미사 성제가 근본적으로 동일한 제사이기 때문에 미사 성제는 죄를 용서하는 효과를 낸다. 십자가 위에서 단 한 번 완벽하게 이루어진 죄의 용서를 날마다 실현하는 것이 미사 성제다.
“제물은 유일하고 동일하며, 그때 십자가 위에서 자신을 바치셨던 분이 지금 사제의 직무를 통해서 봉헌하시는 바로 그분이시다. 단지 봉헌하는 방식이 다를 뿐이다. 십자가 제단 위에서 단 한 번 당신 자신을 피 흘려 봉헌하신 저 그리스도께서 그 똑같은 제사를, 미사로 거행되는 이 신적 희생 제사에서 피 흘림 없이 제헌하고 계시기 때문에 이 희생 제사는 참으로 속죄의 제사이다.”

## 로마 전례 양식

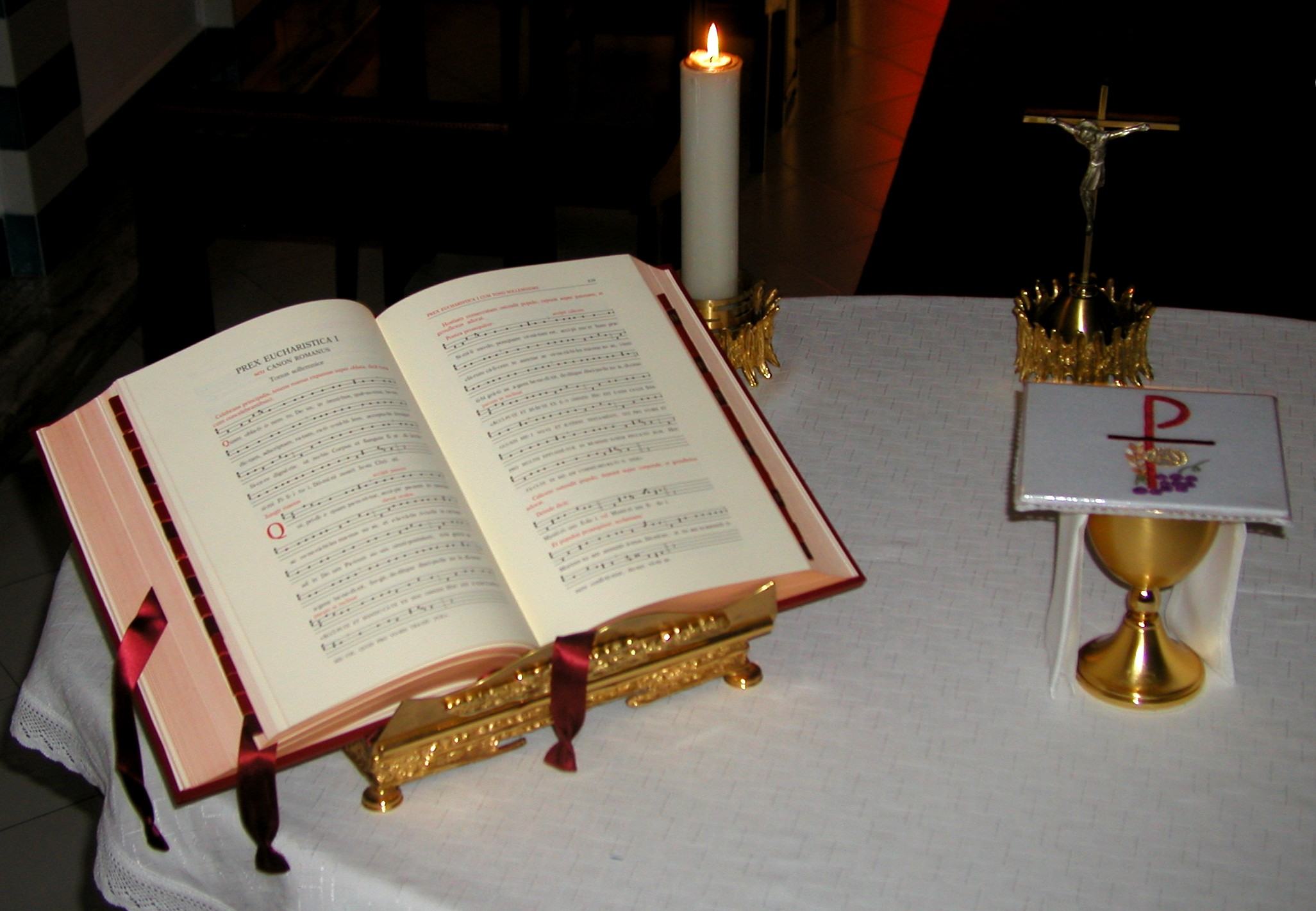
2002년판 로마 미사 경본

로마 미사 경본은 미사에서 사용하는 기도문과 교송, 전례법규 등을 담고 있다. 로마 미사 경본의 초창기 판은 말씀 봉독이 있기는 했지만, 그 횟수가 짧았다. 가장 최근에 발행된 로마 미사 경본의 최신판인 제3표준 수정판(2008년)에는 로마 전례의 일반 양식이 잘 드러나 있다. 한국 가톨릭교회에서는 2017년 12월 3일부터 로마 미사 경본 제3표준 수정판 한국어 번역문에 따라 미사를 드리고 있다.
2007년 7월 7일 교황 베네딕토 16세가 자의교서 《교황들》(Summorum Pontificum)을 반포함에 따라, 1962년판 로마 미사 경본에 따른 트리엔트 미사 역시 로마 전례 미사의 특별 양식으로서 전 세계 라틴 전례를 따르는 모든 교회와 성직자들은 누구나 언제든지 자유롭게 거행할 수 있게 되었다.
2021년 7월 26일, 교황 프란치스코는 자의교서 《전통의 수호자들》(Traditionis Custodes)을 반포하며 트리엔트 미사의 집전을 위해서는 교구장의 허락을 구하도록 하며 트리엔트 미사의 정기적 봉헌은 다시 제한됐다.

### 로마 미사 전례 지침

#### 시작 예식
회중이 모인 다음 사제가 제의를 입고 부제 한 명과 복사 등의 봉사자들을 대동하고 입당 행렬을 하여 제대 앞으로 나아간다. 부제는 복음집을 조금 높이 받쳐 들고 가며, 제대 위에 복음집을 안치한다. 만약 부제가 없을 경우 독서자가 부제의 역할을 대신한다. 그리고 복사들은 미사성제에 사용할 행렬 십자가와 촛불 및 향로 등을 들고 간다.
행렬이 진행되는 동안 교우들은 성가대와 함께 전례 시기나 그날에 거행하는 전례의 신비에 맞는 입당 성가를 부른다. 입당 성가를 부르지 않는 경우에는 모든 교우들 또는 독서자가 입당송을 낭송하는 것으로 대신할 수 있다. 만약 둘 다 여의치 않을 경우에는 사제가 직접 입당송을 낭송한다. (때로는 향을 피우고) 제대 앞에 이르면 사제, 부제, 그리고 다른 봉사자들은 계단을 오르기 전에 제대에 존경의 표시로 궤배를 한다. 이어 사제와 부제는 제대에 입을 맞춘다. 그러나 한국 천주교 주교회의는 입맞춤과 궤배를 모두 허리를 굽혀 목례하는 것으로 대신하기로 정했다.
입당 성가가 끝나면 사제는 회중과 함께 십자성호를 그으며 “성부와 성자와 성령의 이름으로.”라고 하면, 회중은 “아멘.”으로 대답한다. 이어서 사제는 “우리 주 예수 그리스도의 은총과 하느님의 사랑과 성령의 친교가 여러분 모두와 함께.” 또는 간단히 “주님께서 여러분과 함께.” 하고 교우들에게 인사하면 교우들은 “또한 사제의 영과 함께.” 하고 사제에게 인사한다. 이러한 인사는 바오로 서간에서 유래한 것이다. 집전자가 주교품일 경우에는 “평화가 여러분과 함께.”라고 인사한다. 이는 요한 복음서에서 부활한 예수가 제자들에게 처음으로 나타나 건넨 인사말에서 유래한 것이다.
인사가 끝나면 사제는 “형제 여러분, 구원의 신비를 합당하게 거행하기 위하여 우리 죄를 반성합시다.”라고 하면서 교우들에게 참회하도록 권고한 다음 교우들의 성찰을 돕기 위하여 잠시 침묵의 시간을 갖는다. 침묵이 끝나면 사제는 회중과 함께 하느님에게 죄를 고백하면서, 성모 마리아와 모든 천사와 성인들에게 전구를 청한다. 이때 “제 탓이요, 제 탓이요, 저의 큰 탓이옵니다.” 부분에서는 자신의 가슴을 세 번 친다. 죄를 고백한 후 사제는 “전능하신 하느님, 저희에게 자비를 베푸시어 죄를 용서하시고 영원한 생명으로 이끌어주소서.”라는 내용의 사죄경을 바친다.
참회 예식의 한 부분으로 자비송이 포함되어 있는 형식을 제외한 형식으로 참회 예식을 했을 때에는 참회 예식에 이어 언제나 자비송(Kyrie)을 바친다. 사제와 회중 또는 성가대와 회중, 선창과 회중이 한 부분씩 맡아 교대로 자국어 또는 본래 언어인 그리스어로 노래하거나 낭송한다.
대영광송(Gloria in Excelsis Deo)은 성령 안에 모인 교회가 성부와 성자에게 찬양과 간청을 드리는 매우 오래된 고귀한 찬미가이다. 대림과 사순 시기를 제외한 모든 주일과 대축일, 축일 그리고 특별히 성대하게 지내는 경축 미사 때에 모두 일어서서 노래하거나 낭송한다. 찬미의 노래인 대영광송은 먼저 성부에게 성탄절 밤에 천사들이 노래한 성경 구절로써 찬미와 감사를 드리며 성부의 엄위와 영광을 찬송한다. 다음 하느님의 아들인 그리스도의 신성을 드높이고 그의 구원 업적과 그로 인하여 받은 영광을 찬양한다. 끝으로 성령에게도 감사와 영광을 드리며 삼위일체적 조화로 끝을 맺는다. 대영광송은 사제가 시작하고, 모두 함께 노래하거나 회중과 성가대가 교대로 또는 성가대 홀로 바친다. 자비송과 마찬가지로 자국어 또는 본래 언어인 라틴어로 바친다.
대영광송을 마치면 사제는 “기도합시다.”라고 하면서 회중에게 기도하자고 초대한 다음 잠시 침묵한다. 그리고 본기도를 바친다. 본기도는 미사성제 중에 바치는 첫 번째 공적 기도이며, 모든 신자들의 마음속 청원을 모아서 미사를 주례하는 사제가 대표로 바치는 기도이다. 따라서 사적인 것을 첨가할 수 없다. 이 기도는 교회의 오랜 전통에 따라 관례적으로 그리스도를 통하여 성령 안에서 성부에게 바치며, 삼위일체적인 긴 경문으로 마감한다.

#### 말씀 전례

###### 독서 봉독
주일과 대축일에는 두 개의 독서를, 평일에는 한 개의 독서를 봉독한다. 성경 봉독은 언제나 독서대에서 하는 것이 원칙이다. 두 개의 독서를 하는 경우 제1독서로 구약성경을 봉독하며, 부활 시기에는 사도행전을 봉독한다. 제1독서가 끝난 후에는 화답송을 노래하거나 낭송한다. 화답송은 시편이나 경우에 따라서는 서간으로 되어 있다. 화답송의 후렴은 모든 신자들이 함께 하고 각 단은 성가대나 주송자가 노래하거나 낭송하는 것이 정상적이다. 제2독서는 신약성경을 봉독하는데, 보통 바오로 서간을 많이 봉독한다. 독서자가 말씀을 봉독한 다음에는 모두 잠시 침묵을 지킨다. 그리고 독서자는 말씀 봉독이 끝났다는 표시로 “주님의 말씀입니다.”라고 말한다. 그러면 회중은 “하느님 감사합니다.”라고 응답한다. 독서를 세 개 할 때는 제2독서 끝에 복음 환호송을 노래하거나 낭송한다. 복음 환호송은 모두 일어나서 하는데, 알렐루야(Alleluia)나 따름구절 다음의 성구는 성가대나 선창자가 인도하며, 회중은 후렴을 반복한다.

##### 복음 선포
복음서 봉독은 마지막 독서이자 말씀 전례에 있어서 단연 중심을 이루고 있다. 그래서 복음은 사제 또는 부제가 선포하며, 회중은 복음을 들을 때에 모두 일어서서 듣는다. 사제가 주례하는 미사에서 부제가 복음을 선포할 때에는 먼저 부제가 사제에게 가서 강복을 청한 다음 복음을 선포한다. 그리고 복음 선포를 하기에 앞서 복음집에 향로를 두어번씩 흔들며 세 번 흔들어 분향한다. 그 분향은 복음집을 바라보고 가운데(정면), 왼쪽, 오른쪽에 한다. 부제(부제가 없으면 사제)가 “주님께서 여러분과 함께.” 하면 신자들은 “또한 부제(또는 사제)의 영과 함께.” 하고 응답한다. 그 다음 부제(또는 사제)는 이제 봉독하는 복음이 누구의 것임을 알리면서 동시에 엄지로 자기의 이마와 입술과 가슴에 십자가를 긋는다. 회중도 이를 따라 자기의 이마와 입술과 가슴에 십자가를 긋는다. 이는 신앙을 머리로 깨닫고 입으로 고백하며 마음에 고이 간직해야 한다는 뜻이다. 그 후 회중은 “주님, 영광 받으소서.”라고 말한다. 장엄하게 복음을 선포할 때에는 선포하는 복음 전체를 노래로 하기도 한다. 복음을 봉독한 후에 부제(또는 사제)가 “주님의 말씀입니다.” 하면 회중은 “그리스도님, 찬미합니다.” 하고 응답한다.

##### 강론
복음 봉독 후에 사제는 선포된 말씀을 교우들이 더 깊이 이해하고 삶에서 실천할 수 있도록 하기 위해 강론을 한다. 강론은 그날 전례와 독서에 바탕을 두어야 하며, 통상 독서대나 주례석에서 한다. 하느님의 심오한 신앙 진리를 담고 있는 성경 말씀을 설명하는 강론은 본래 신앙의 수호자인 주교만이 할 수 있었지만, 후대에 와서 주교들은 부제와 사제들에게도 이 권한을 위임하였다. 오늘날에도 적어도 부제품을 받아야만 강론을 할 수 있다. 교회는 주일과 대축일에는 신자들이 참여하는 모든 미사성제에 강론을 해야 한다고 규정하였고, 평일이라도 대림시기와 사순시기, 부활시기 등 신자들이 많이 모이는 기회에는 되도록 강론을 하라고 권장하고 있다. 강론 다음에도 묵상을 위하여 잠시 침묵한다.

##### 신앙 고백
강론이 끝난 후 다 같이 자국어 또는 본래 언어인 라틴어로 신앙 고백(Credo)을 한다. 신앙 고백 때 바치는 신경은 그리스도교의 신앙 진리들을 요약한 것으로 하느님의 천지창조에서부터 그리스도의 강생과 수난과 부활과 승천 그리고 성령 강림으로 이룩된 구원의 역사와 그를 계승하는 교회와 성사, 영원한 생명에 대한 신앙 고백이요, 세례를 받았을 때 처음으로 약속하고 서약한 신앙을 새롭게 하고 신앙 고백을 재확인하는 것이다. 주일과 대축일에는 니케아-콘스탄티노폴리스 신경을 바치며, 때에 따라서는(특히 부활절이나 성령강림주일) 사도신경을 바칠 수도 있다.

##### 보편 지향 기도
마지막으로 보편 지향 기도 부분에서 신자들은 하느님의 백성으로서의 사제직을 수행하며 모든 사람을 위하여 기도한다. 기도 지향은 교회를 위한 것, 모든 사람과 온 세상의 구원을 위한 것이어야 한다. 기도 지향 순서는 보통 교회에 필요한 일들, 위정자와 세상 구원, 도움이 필요한 이들, 지역 공동체를 위한 지향 등으로 진행된다. 그러나 특수한 행사 때나 견진성사, 혼인미사, 장례미사 때에는 그 특수 목적을 기도 지향에 포함시킬 수 있다. 이 기도는 독서대나 다른 적절한 곳에서 부제나 선창자 또는 독서자나 평신도가 바친다. 사제는 간단한 권고로 신자들에게 기도할 뜻을 자극해 주고, 맺는 기도로 마감한다. 신자들은 공동으로 “주님, 저희의 기도를 들어주소서.”라고 응답함으로써 그 기도 지향에 동의한다.

#### 성찬 전례
성찬 전례 전체의 중심이 되는 식탁인 제대에는 먼저 성체포, 성작 수건, 미사 경본 등을 준비해 놓는다. 그 다음에 신자들 가운데 남녀 대표가 입구에서부터 그리스도의 몸과 피로 축성할 예물인 빵과 포도주를 들고 제대 앞으로 나아간다. 행렬이 진행되는 동안 성가대와 회중은 봉헌 성가를 부른다. 사제 또는 부제는 적당한 자리에서 예물을 받아 일정한 예식으로 제대에 갖다 놓는다. 예물을 제대 위에 놓고 준비를 다 마칠 때까지 성가대와 회중은 계속 봉헌 성가를 부른다. 행렬이 없더라도 사제가 직접 예물을 준비하는 동안 봉헌 성가를 부를 수 있다. 사제는 제대에 가서 빵이 담긴 성반을 조금 들어올려 조용히 예물 준비 기도를 바친 다음 성체포에 놓는다. 그리고 포도주가 담긴 성작에 물을 조금 섞은 다음 조금 들어올려 조용히 예물 준비 기도를 바친 다음 성체포에 놓는다. 이어서 사제는 제대 한쪽으로 가서 물로 손을 씻으며 조용히 “주님, 제 허물을 말끔히 씻어주시고 제 잘못을 깨끗이 없애주소서.” 하고 기도한다.
예물 준비를 마쳤으면 사제는 제대 한가운데로 가서 교우들을 향하여 “형제 여러분, 우리가 바치는 이 제사를 전능하신 하느님 아버지께서 기꺼이 받아주시도록 기도합시다.” 하고 말한다. 그러면 회중은 모두 일어나서 “사제의 손으로 바치는 이 제사가 주님의 이름에는 찬미와 영광이 되고 저희와 온 교회에는 도움이 되게 하소서.” 하고 말한다. 이어서 사제는 예물기도를 바치며, 기도가 끝나면 회중은 “아멘.”으로 응답한다.
이제 미사 전체의 중심이요 정점인 감사기도가 시작되는데, 사제와 회중이 서로 교송으로 함께 참여하는 방식으로 진행된다. 사제와 회중의 교송은 보통 말씀 전례 때와 똑같은 상호인사로 시작하며, 그다음에 사제는 회중에게 “마음을 드높이” 하고 말한다. 그러면 회중은 “주님께 올립니다.” 하고 화답한다. 그러면 사제는 성찬례의 위대한 시간의 도입을 알리는 뜻에서 “우리 주 하느님께 감사합시다.”라고 말한다. 이에 회중은 “마땅하고 옳은 일입니다.”라는 말로 동의한다. 그런 다음 사제는 하느님의 백성 전체의 이름으로 하느님을 찬양하고 그리스도의 구원 업적 전체에 대해서, 또는 그 날과 축일 또는 그 시기의 특별한 신비에 대해서 감사를 드리는 감사송을 바친다.
사제가 감사송을 다 바치면 회중과 성가대는 곧바로 거룩하시도다(Sanctus)를 자국어 또는 본래 언어인 라틴어로 환호한다. “거룩하시도다! 거룩하시도다! 거룩하시도다! 온 누리의 주 하느님! 하늘과 땅에 가득 찬 그 영광! 높은 데서 호산나! 주님의 이름으로 오시는 분, 찬미 받으소서. 높은 데서 호산나!” 거룩하시도다는 이사야 예언자가 들었던 천사의 찬미 노래와 예수가 예루살렘에 입성할 때에 백성들이 팔마와 올리브 가지를 들고 환영하던 환호 소리로 엮어졌다. 이 환성은 그리스도의 구속 사업으로 인하여 천상과 지상에 하느님의 영광이 드러났음을 찬미하며, 우리의 임금이며 대사제로 온 그리스도에게 감사와 찬미를 드리고 그를 환영하는 것이다.
모든 것을 거룩하게 하는 것은 성령의 힘이다. 사제는 준비된 예물인 빵과 포도주에 십자를 긋고, 손을 펴서 성령의 작용을 청한다. 사제는 성령의 힘으로 이 예물을 거룩하게 축성하여 그리스도의 몸과 피로 변화시켜 줄 것을 청원하고, 흠 없는 제물이 영성체 때 이를 받아 모시는 이들에게 구원이 되도록 간구하는 성령 청원 기도(Epiclesis)를 바친다. 감사기도의 가장 중요한 성령 청원 기도는 성령의 역할을 강조하는 것으로, 성변화는 이 성령 청원 기도를 통하여 완성된다고 할 수 있다. 복사는 축성 바로 전에 종소리로 신자들에게 신호를 줄 수 있다. 성체와 성혈의 거양 때 회중의 올바른 자세로는 장궤하고 성체와 성혈을 바라보면서 마음속으로 그리스도의 현존을 경배하는 것이다. 1907년 교황 비오 10세는 성체와 성혈을 바라보며 사도 토마스처럼 마음속으로 “저의 주님, 저의 하느님!”이라고 고백할 것을 권고하였다.
최후의 만찬에 관한 이야기는 감사기도 중에 절정을 이룬다. 성찬 제정과 축성문은 그리스도가 제자들과 최후의 만찬을 함께 하면서 했던 말과 행위를 그대로 재현함으로써 빵과 포도주를 그리스도의 몸과 피로 축성하여 회중이 바라볼 수 있도록 각각 높이 들어올린다. 성체와 성혈을 거양할 때 복사는 종을 친다.
빵과 포도주를 축성한 후 사제가 “신앙의 신비여!” 하고 말할 때 회중은 제시되어 있는 양식문 가운데 하나를 골라 환호한다. 이는 거룩한 변화로써 이루어진 성체와 성혈, 곧 그리스도의 몸과 피에 대한 존경심과 경외심에서 나온 환성이다. 회중은 그리스도가 재림할 때까지 그의 죽음과 부활을 굳게 믿고 전한다고 외친다.
사제는 교회와 그의 모든 지체, 곧 산 이들과 죽은 이들을 기억하며 그들을 위하여 간구한다. 이때 교황과 교구장 주교를 비롯하여 모든 성직자를 위해서도 간구한다. 전구 끝에 사제는 성체가 담긴 성반과 성혈이 담긴 성작을 들어 올리고 홀로 “그리스도를 통하여, 그리스도와 함께, 그리스도 안에서, 성령으로 하나 되어….”로 시작하는 마침 영광송을 바친다. 회중은 끝에 “아멘.”으로 환호한다. 그 다음에 사제는 성반과 성작을 성체포 위에 내려놓는다.

#### 영성체 예식
사제하고 신자들이 함께 자국어 또는 라틴어로 주님의 기도(Pater Noster)를 노래하거나 낭송하는 형식으로 바친다. 
사제는 부속 기도로 주님의 기도 말미에 “주님, 저희를 모든 악에서 구하시고 한평생 평화롭게 하소서. 주님의 자비로 저희를 언제나 죄에서 구원하시고 모든 시련에서 보호하시어 복된 희망을 품고 구세주 예수 그리스도의 재림을 기다리게 하소서.”를 덧붙인다. 
그러면 회중은 “주님께 나라와 권능과 영광이 영원히 있나이다.”라는 응답으로 기도를 끝맺는다.
이어서 사제는 평화 예식을 거행하기 위하여 다음과 같이 기도한다. 
“주 예수 그리스도님, 일찍이 사도들에게 말씀하시기를 ‘너희에게 평화를 두고 가며 내 평화를 주노라.’ 하셨으니 저희 죄를 헤아리지 마시고 교회의 믿음을 보시어 주님의 뜻대로 교회를 평화롭게 하시고 하나 되게 하소서.” 
사제는 그리스도의 평화가 사람들에게 내리기를 희망하며 “주님께서는 영원히 살아계시며 다스리시나이다.”라고 읊조린다. 
이어서 부제나 사제가 교우들에게 서로 평화와 사랑의 인사를 하도록 권고한다. 
교우들은 서로 묵례나 합장, 악수 등으로 알맞게 인사를 나누며 “평화를 빕니다.”라고 말한다.
사제가 축성된 빵을 들어 성반에서 쪼개어 그 작은 조각을 성작 안에 넣으며 조용히 기도하는 동안 성가대하고 신도들은 하느님의 어린양(Agnus Dei)을 자국어 또는 라틴어로 노래하거나 낭송한다. 
그 다음에 사제는 손을 모으고 속으로 영성체 기도를 바친다. 기도가 끝나면 사제는 무릎을 꿇은 다음 일어나서 축성된 빵을 성반이나 성작 위에 받쳐 들고 회중을 향하여 “보라! 하느님의 어린양, 세상의 죄를 없애시는 분이시니 이 성찬에 초대받은 이는 복되도다.”라고 선창한다. 그러면 회중은 “주님, 제 안에 주님을 모시기에 합당치 않사오나 한 말씀만 하소서. 제 영혼이 곧 나으리이다.”라고 화답한다. 
이어서 사제는 제대를 향해 서서 속으로 기도하면서 성체와 성혈을 경건하게 모신다. 사제가 성체하고 성혈을 모시는 동안 회중은 영성체송을 낭송한다.
그 다음에 사제는 성반 또는 성합을 들고 보통 행렬을 지어 영성체를 하러 줄지어 나오는 신자들에게 다가간다. 
영성체할 자격이 있는 사람은 가톨릭교회에서 정식으로 세례를 받은 사람에 한해서만 가능하다. 
영성체를 하는 이는 세 사람 전에서 허리를 깊이 숙이거나 궤배로 성체께 인사한다. 
성체 분배자는 성체를 조금 들어 올려 각 사람에게 보이며 “그리스도의 몸.” 하고 말한다. 
영성체를 하는 이들은 “아멘.”이라고 응답하며 입으로 성체를 모시거나 아니면 손으로 성체를 모신다. 
교회의 관습대로 신자들은 무릎을 꿇어서 혹은 서서 영성체를 할 수 있다. 
두 무릎을 꿇고 영성체를 할 경우 성체에 대한 다른 존경의 표시는 요구되지 않는다. 무릎을 꿇는 그 자체가 이미 흠숭을 뜻하기 때문이다. 
그러나 서서 영성체를 할 경우 줄을 지어 나와서 성체를 받아 모시기 전에 존경의 표시를 하는 것이 좋다.
 본래 영성체를 시켜줄 때에는 성체를 영성체자들의 혀에 얹어주는 방식은 오랜 세기 동안 계속되어온 관습이다. 
하지만 교황청의 승인을 받아 불경의 위험이 전혀 없어야 하며, 성체에 대한 그릇된 생각이 신자들 마음속에 스며들지 않을 경우에 한하여 제병을 영성체자들의 손에 얹어주는 방식이 허락될 수 있다.
만약 손으로 모실 경우 왼손바닥에 성체를 받으면 제대를 향한 채 네 걸음 옆으로 나와서 오른손의 엄지손가락과 검지손가락으로 성체를 집어서 입에 넣는다. 성체를 받는 순간 또는 받은 직후 인사는 하지 않는다. 
성체는 될 수 있는대로 침으로 녹여 삼킨다. 일반적으로는 성체만을 모시는데(단형 영성체), 특별한 경우에는 양형 영성체도 허락된다. 
양형 영성체는 두 가지 방식으로 분배한다. 성혈을 성작에서 직접 마시는 경우에는 성체를 받은 다음 성작 봉사자에게 가서 그 앞에 선다. 봉사자는 “그리스도의 피.” 하고 말하고 영성체하는 사람은 “아멘.”으로 응답한다. 
이어서 봉사자가 성작을 건네주면 영성체하는 사람은 두 손으로 성작을 잡아 입에 대고 조금 마신다. 
그 다음 성작을 봉사자에게 돌려주고 되돌아간다. 봉사자는 성작 수건으로 성작 가장자리를 닦는다.
축성된 빵을 성혈에 적셔서 모실 경우에는 턱 밑에 받침 성반을 받쳐들고 사제에게 다가간다. 
사제는 거룩한 성체 조각을 담은 그릇을 잡고 있으며 그 옆에서 부제 또는 봉사자가 성작을 들고 서서 도와준다. 
사제는 축성된 빵을 집어 한 부분을 성작에 적신 다음 그것을 보이면서 “그리스도의 몸과 피.” 하고 말한다. 
영성체하는 사람은 “아멘.”으로 응답하고 사제에게서 입으로 성사를 모신 다음 되돌아간다.
회중이 모두 성체를 모실 때까지 성가대는 성체성가를 노래한다. 영성체하는 이들도 성체를 모신 후에는 성가를 따라 부를 수 있다.
성체 분배가 끝나면 사제는 남은 성혈을 자신이 제대에서 곧바로 전부 모신다. 
남은 성체는 제대에서 모시거나 성체 보관을 위한 곳(감실)으로 옮겨간다. 
사제는 제대로 돌아와 성반이나 성합을 성작 위에서 깨끗이 하고 성작을 성작 수건으로 닦는다. 
제대에서 거룩한 그릇들을 깨끗이 했다면 봉사자가 주수상으로 가져간다. 그릇을 씻은 다음 사제는 주례석으로 되돌아갈 수 있다. 
얼마 동안 사제와 회중은 거룩한 침묵을 지키며 성체에 대한 감사를 드리며 묵상을 하거나 시편 또는 찬양의 특성을 지닌 다른 찬가나 찬미가를 바칠 수 있다.
로마 가톨릭교회는 영세받은 가톨릭 신자와 위급 상황에 쳐해있는 정교회 신자에게만 영성체 참여를 허락하며, 성공회를 비롯한 개신교 신자와 비신자들에게는 영성체의 참여를 허락하지 않는다. 
이는 개신교가 성체성사의 교리적 개념인 성변화에 대한 믿음이 없기에, 영성체 자격이 없다고 보는 것이다. 만약 영세받지 않은 이가 미사에서 성체를 영하면 이는 모령성체로 독성죄가 성립된다. 
그 다음에 사제는 제대나 주례석에 서서 “기도합시다.” 하고 말한다. 이어서 영성체 후 기도를 바친다. 기도 끝에 회중은 “아멘.”으로 환호한다.
참고로 미사 참여는 비신자나 예비신자도 가능하지만, 영성체는 정식으로 세례를 받은 신자에 한해서만 가능하다. 
그 까닭은 성체를 영하기 위해서는 그 안에 그리스도께서 실제로 현존하신다는 것을 인정하고 그 분을 구세주로 받아들이는 신앙이 요구되기 때문이다. 
성체는 말 그대로 거룩한 몸, 예수 그리스도의 몸으로, 그 성체를 아무 지식 없이 모시는 것은 그리스도에 대한 모독이며, 아주 몰상식한 독성죄에 해당된다.
그러므로 사제가 성체를 나누어 주면서 "그리스도의 몸" 하면 신자들은 "아멘" 하고 응답하는데, 이 말마디는 히브리 말로서 `참으로 그렇습니다'라는 뜻이 된다. 
달리 표현하면, 사제가 `이 작은 밀떡 안에 예수 그리스도께서 실제로 계십니다.' 하고 말하면 신자들은 `진실로 그렇습니다.' 하고 신앙 고백을 하는 격이다.

#### 마침 예식

##### 강복
영성체 후 기도가 끝난 다음 필요에 따라 사제는 교우들에게 사목적 권고나 공지사항을 짤막하게 말할 수 있다.
그 다음에 사제는 회중에게 “주님께서 여러분과 함께.” 하고 인사하며 회중은 “또한 사제의 영과 함께.” 하고 응답한다. 이어서 사제는 다시 손을 모았다가 곧바로 왼손을 가슴 위에 놓고 오른손을 들어 “전능하신 천주.” 하고 말하고 회중 위에 십자 표시를 하면서 “성부와 성자와 성령께서는 여기 모인 모든 이에게 강복하소서.”라고 한다. 그러면 회중은 모두 “아멘.” 하고 응답한다. 특별한 날에는 이 강복 앞에 장엄 축복이나 백성을 위한 기도를 할 수 있다.

##### 파견
사제의 강복이 끝나면 부제나 사제가 손을 모으고 “미사가 끝났으니 가서 복음을 전합시다.”, “미사가 끝났으니 평화로이 가십시오.” 등의 알맞은 말을 하며 파견한다. 라틴어 미사에서는 간단하게 “Ite, missa est.”라고만 말하며 파견한다. 회중은 모두 “하느님 감사합니다.”라고 응답한다.
그 다음 사제와 부제는 보통 제대에 입을 맞추거나 고개를 숙임으로써 경의를 표한다. 이어서 평신도 봉사자들과 함께 제대에 깊이 고개를 숙인 다음 그들과 함께 제대를 떠난다. 제대를 떠나는 행렬이 끝날 때까지 성가대와 회중은 파견 성가를 노래한다.

## 같이 보기
- 교황들

### 전례 양식
- 바오로 6세 미사
- 트리엔트 미사

### 미사곡
- 레퀴엠
- 미사곡